# Cape Liptrap Coastal Park
Cape Liptrap Coastal Park är en park i Australien. Den ligger i kommunen South Gippsland och delstaten Victoria, omkring 150 kilometer sydost om delstatshuvudstaden Melbourne.
Trakten är glest befolkad.
Genomsnittlig årsnederbörd är 1 301 millimeter. Den regnigaste månaden är juni, med i genomsnitt 181 mm nederbörd, och den torraste är januari, med 57 mm nederbörd.